# Túnel del Negrón
El túnel del Negrón es un túnel de carretera de 4,1 km de longitud situado en la autopista Ruta de la Plata (AP-66), que comunica el Principado de Asturias con la provincia de León. Es el sexto más largo de España.

## Historia
La historia del túnel del Negrón comenzó en los años sesenta, cuando se empezaron a realizar una serie de estudios previos para tratar de encontrar una vía alternativa y más moderna que la N-630, del puerto de Pajares, para conectar Asturias con la Meseta.
En principio, la primera calzada estaba presupuestada en 19.500 millones de pesetas, pero se disparó a los 70.000 millones ante la multitud sorpresas que guardaba el terreno. Una de ellas, el desplazamiento de cinco millones de metros cúbicos de tierra que obligó a cambiar el trazado. Pero lo cierto es que cuando las obras comenzaron, en junio de 1976, dando trabajo a mil trescientos empleados durante años, la noticia fue recibida por la sociedad asturiana con gran entusiasmo.
La autopista se abrió parcialmente en 1983, con algunos tramos de túneles con un solo tubo (calzada de doble sentido). La culminación de la autopista del Huerna llegó en 1997, veintiún años después de haberse iniciado las obras. En junio de aquel año se abrió al tráfico el Segundo Túnel del Negrón, de 4.144 metros de longitud y un coste de 7.443 millones de pesetas.
Desde entonces El Huerna se ha consolidado como la principal vía de entrada en la región asturiana. Cada día la utilizan más de ocho mil vehículos para entrar y para salir.
Mención destacada entre otros al ingeniero Vicente Tercero López que contribuyó en gran parte al proyecto de obra y construcción de la misma, siendo máximo responsable de la autopista hasta su jubilación en el año 2009.